# Steve Cantamessa
Pour les articles homonymes, voir Cantamessa.
Steve G. Cantamessa est un ingénieur du son américain.

## Filmographie (sélection)

### Cinéma
- 1981 : La Folle Histoire du monde (History of the World: Part I) de Mel Brooks
- 1986 : Star Trek 4 : Retour sur Terre (Star Trek IV: The Voyage Home) de Leonard Nimoy
- 1987 : Traquée (Someone to Watch Over Me) de Ridley Scott
- 1988 : Jumeaux (Twins) d'Ivan Reitman
- 1988 : Presidio : Base militaire, San Francisco (The Presidio) de Peter Hyams
- 1989 : Les Nuits de Harlem (Harlem Nights) d'Eddie Murphy
- 1989 : SOS Fantômes 2 (Ghostbusters II) d'Ivan Reitman
- 1990 : Un flic à la maternelle (Kindergarten Cop) d'Ivan Reitman
- 1990 : Bons baisers d'Hollywood (Postcards from the Edge) de Mike Nichols
- 1991 : Star Trek 6 : Terre inconnue (Star Trek VI: The Undiscovered Country) de Nicholas Meyer
- 1991 : À propos d'Henry (Regarding Henry) de Mike Nichols
- 1993 : Président d'un jour (Dave) d'Ivan Reitman
- 1994 : Harcèlement (Disclosure) de Barry Levinson
- 1997 : Des hommes d'influence (Wag the Dog) de Barry Levinson
- 2004 : Ray de Taylor Hackford
- 2005 : Mr. et Mrs. Smith (Mr. & Mrs. Smith) de Doug Liman
- 2005 : Sa mère ou moi ! (Monster-in-Law) de Robert Luketic
- 2012 : Les Trois Corniauds (The Three Stooges) de Peter et Bobby Farrelly
- 2014 : Gone Girl de David Fincher
- 2016 : SOS Fantômes (Ghostbusters) de Paul Feig

### Télévision
- 1980-1984 : Dallas (118 épisodes)
- 1994-1997 : La Vie à cinq (61 épisodes)
- 1998-2002 : X-Files : Aux frontières du réel (51 épisodes)

## Distinctions

### Récompenses
- Oscars 2005 : Oscar du meilleur mixage de son pour Ray
- BAFTA 2005 : British Academy Film Award du meilleur son pour Ray